# Geschichte der Videospiele 1947–1969
Die Frühe Geschichte der Computerspiele bezeichnet eine Zeitepoche, welche von 1947 bis 1969 andauerte. In diesem Artikel werden wichtige Daten dieser Ära genannt.

## Plattformen

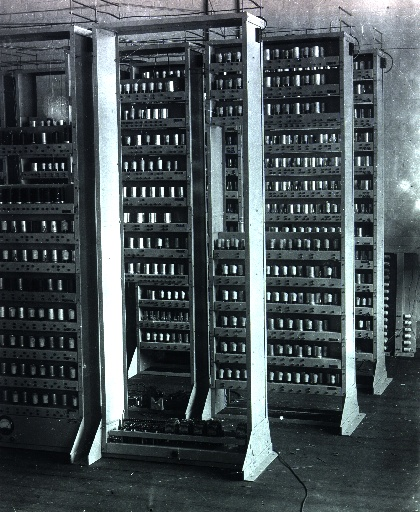
Hochleistungsrechner EDSAC von 1949, auf ihm lief das Spiel OXO

Die ersten frühen Spiele wurden fast ausschließlich auf Großrechnern oder Minirechnern entwickelt und gespielt, meist an Universitäten oder Forschungseinrichtungen. Teilweise wurden auch Analogrechner verwendet.
Zudem gab es nur (elektro-)mechanische Arcade-Spiele und weitere Unterhaltungsautomaten wie Flipper.

## Beliebte Genres der Zeit
Auf Grund der eingeschränkten (Grafik-)Fähigkeiten der Hardware, als auch der fortschreitenden Weltraumforschung, erschienen hauptsächlich Computer-Simulationsspiele und Shooter (meist mit Weltraumthematik im schwarzen All), sowie einfache Textspiele und mathematische Spiele.

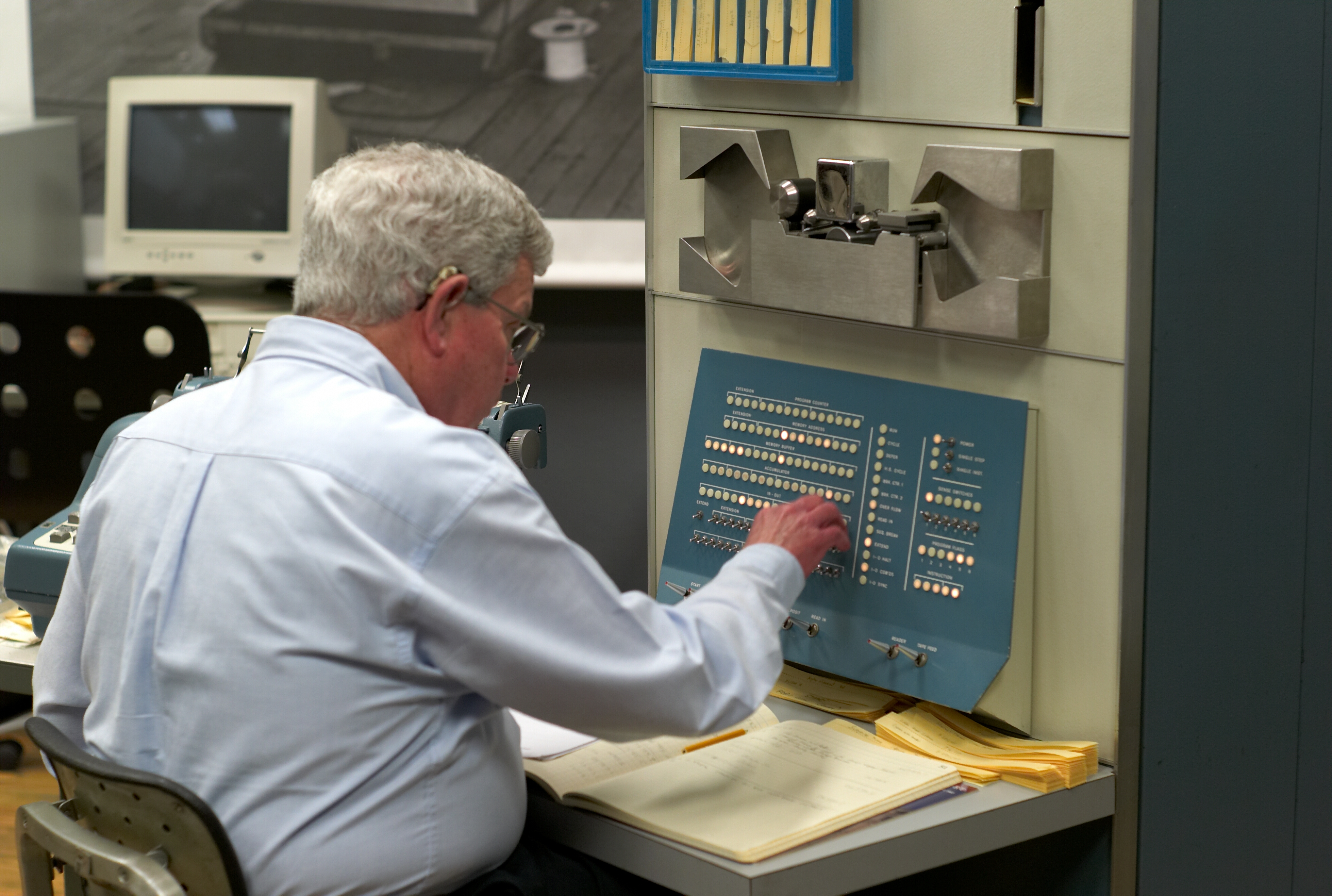
Steve Russell an einem PDP-1-Computer (2007)

## Wichtige Entwickler / Firmen
- Thomas T. Goldsmith, Jr. (Cathode-ray tube amusement device (erstes Videospiel), 1947)
- William Higinbotham (Spiel: Tennis for Two, 1958)
- Steve Russell (Spiel: Spacewar!, 14. Februar 1962)
- Ken Thompson (Spiel: Space Travel, 1969)

## Chronik / Wichtigste Spiele des Jahrzehnts

### 1940er
- Nimatron, (1940) erstes elektromechanisches, interaktives Nim-Spiel.
- Cathode-ray tube amusement device. (1947)  Raketensimulationsspiel von Thomas T. Goldsmith Jr. mit analoger Hardware.
- Turochamp, (1948) elektronische Variante von Schach.

### 1950er

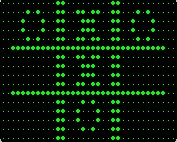
OXO (1952)

- Bertie the Brain (1950), erstes noch namentlich bekanntes Computerspiel.
- Nim-Spiel auf dem speziell dafür konstruierten Computer „Nimrod“ (1951)
- Dame-Brettspiele auf Großrechnern (1952 Christopher Strachey's Draught Program)
- OXO (1952), Tic-Tac-Toe-Spiel angelehnt an Bertie the Brain, auch „Noughts and Crosses“ genannt.
- Tennis for Two (1958), erstes Videospiel (Analogrechner)
- Mouse in the Maze (1959)
- Tic Tac Toe (1959) Tic-Tac-Toe-Spiel auf Großrechnern, angelehnt an Bertie the Brain und OXO.
- Carnegie Tech Management Game (1959) langjähriges Simulationsprojekt der Tepper Business School, gestartet 1957 auf einem Bendix G-15 (Minirechner), gespielt ab 1959 auf einem IBM 650.[2]

### 1960er
- Baseball Simulation Game (1961), fortgeschrittene Baseballsimulation
- Spacewar! (1962), erstes digitales Videospiel
- Marienbad (1962), Umsetzung der Nim-Spiel-Variante Marienbad[3]
- Expensive Planetarium (etwa 1962, Plattform: PDP-1)
- The Sumerian Game (1964), Wirtschaftssimulation (multimedial)
- Civil War (1968), Zweispieler-Strategiespiel (Text)
- Hamurabi (1968), Wirtschaftssimulation (Text)
- Lunar Lander (1969), Mondlandungssimulation (anfangs textbasiert)
- Indy 500 (1969), Erstes „Racing-Spiel“, angelehnt an das Indianapolis-500-Autorennen
- Space Travel (1969, Plattform: Multics)